# گروه D جام ملت‌های آسیا ۲۰۱۹
گروه D از گروه‌های شش‌گانه جام ملت‌های آسیا ۲۰۱۹ بود که شامل تیم‌های ایران، عراق، ویتنام و یمن می‌شد. مسابقات این گروه از ۷ تا ۱۶ ژانویه ۲۰۱۹ برگزار شد. دو تیم برتر و تیم سوم این گروه (که در رتبه‌بندی تیم‌های سوم بین چهار تیم برتر قرار گرفت)، به مرحلهٔ یک‌هشتم نهایی راه یافتند.

## تیم‌ها
| جایگاه در سید | تیم    | منطقه | نحوه صعود                                        | تاریخ صعود     | تعداد حضور | آخرین حضور            | بهترین عملکرد             | رده در فیفا | رده در فیفا |
| جایگاه در سید | تیم    | منطقه | نحوه صعود                                        | تاریخ صعود     | تعداد حضور | آخرین حضور            | بهترین عملکرد             | آوریل ۲۰۱۸  | دسامبر ۲۰۱۸ |
| ------------- | ------ | ----- | ------------------------------------------------ | -------------- | ---------- | --------------------- | ------------------------- | ----------- | ----------- |
| D1            | ایران  | CAFA  | تیم اول گروه D مرحله دوم                         | ۲۹ مارس ۲۰۱۶   | ۱۴         | ۲۰۱۵ (یک-چهارم نهایی) | قهرمان (۱۹۶۸، ۱۹۷۲، ۱۹۷۶) | ۳۶          | ۲۹          |
| D2            | عراق   | WAFF  | تیم دوم گروه C مرحله دوم (بهترین تیم تیم‌های دوم) | ۲۹ مارس ۲۰۱۶   | ۱۰         | ۲۰۱۵ (رتبه چهارم)     | قهرمان (۲۰۰۷)             | ۸۸          | ۸۸          |
| D3            | ویتنام | AFF   | تیم دوم گروه C مرحله سوم                         | ۱۴ نوامبر ۲۰۱۷ | ۴          | ۲۰۰۷ (یک-چهارم نهایی) | رتبه چهارم (۱۹۵۶، ۱۹۶۰)   | ۱۰۳         | ۱۰۰         |
| D4            | یمن    | WAFF  | تیم دوم گروه F مرحله سوم                         | ۲۷ مارس ۲۰۱۸   | ۱          | —                     | اولین حضور                | ۱۲۵         | ۱۳۵         |

یادداشت
1. ↑  رتبه‌بندی فیفا در آوریل ۲۰۱۸ در سیدبندی مورد استفاده قرار گرفت.
2. ↑  از سال ۱۹۵۶ تا ۱۹۶۰، ویتنام با نام ویتنام جنوبی تا سال ۱۹۷۵ رقابت می‌کرد.
3. ↑  یمن جنوبی به جام ملت‌های آسیا ۱۹۷۶ صعود کرد اما به دلیل اینکه FIFA و AFC این تیم را متمایز از یمن کنونی، که پس از ۱۹۹۰ با یمن شمالی ادغام شد، دسته‌بندی کرده‌اند، محاسبه نمی‌شود.

## جدول
| رتبه | تیم    | بازی | ب | م | ش | گ‌ز | گ‌خ | ت   | ام | راه‌یابی            |
| ---- | ------ | ---- | - | - | - | -- | -- | --- | -- | ------------------ |
| ۱    | ایران  | ۳    | ۲ | ۱ | ۰ | ۷  | ۰  | ۷+  | ۷  | صعود به مرحله حذفی |
| ۲    | عراق   | ۳    | ۲ | ۱ | ۰ | ۶  | ۲  | ۴+  | ۷  | صعود به مرحله حذفی |
| ۳    | ویتنام | ۳    | ۱ | ۰ | ۲ | ۴  | ۵  | ۱–  | ۳  | صعود به مرحله حذفی |
| ۴    | یمن    | ۳    | ۰ | ۰ | ۳ | ۰  | ۱۰ | ۱۰– | ۰  |                    |

در مرحله یک‌هشتم نهایی:
- تیم اول گروه D، ایران، به مصاف تیم سوم گروه F، عمان رفت.
- تیم دوم گروه D، عراق، به مصاف تیم دوم گروه E، قطر رفت.
- تیم سوم گروه D، ویتنام، به عنوان یکی از چهار تیم از بهترین تیم‌های سوم گروه‌ها، به مصاف تیم اول گروه B، اردن رفت.

## مسابقات
همه زمان‌ها یوتی‌سی+۴ می‌باشد.

### ایران مقابل یمن

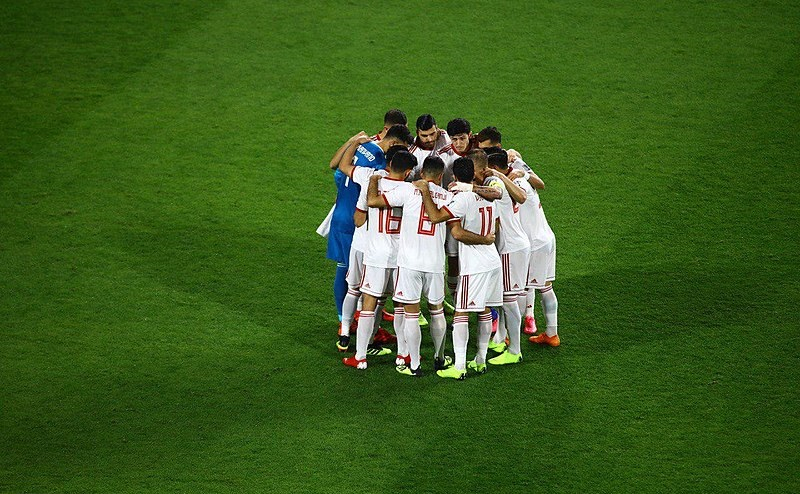
بازیکنان ایران پیش از بازی مقابل یمن.

یمن اولین موقعیت را در دقیقه هفت بازی ایجاد کرد، أحمد السروری بازیکن یمن خود را به محوطه جریمه رساند و توپ را با ضربه ای محکم از بالای دروازه به بیرون زد. در دقیقه ۱۲ پس از آنکه سعود السوادی، دروازه‌بان یمن، شوت از راه دور سردار آزمون را به‌طور ناقص دفع کرد، توپ در مقابل پای مهدی طارمی قرار گرفت و این بازیکن اولین گل بازی را برای ایران به ثمر رساند. در دقیقه ۲۳، ضربه آزاد اشکان دژاگه با برخورد به تیر و پشت السوادی راه خود را به درون دروازه پیدا کرد، لحظاتی بعد، طارمی پاس رامین رضاییان را با ضربه سر راهی دروازه کرد و دومین گل خود را به ثمر رساند. در نیمه دوم، پس از آنکه السوادی دو ضربه سر آزمون را دفع کرد، این مهاجم توپ دفع شده از ضربه کرنر را از فاصله نزدیک وارد دروازه کرد تا اختلاف ایران در دقیقه ۵۳ به چهار گل برسد. در دقیقه ۷۰ ضربه رو به دروازه آزمون با تکل مدیر الرداعی دفع و راهی کرنر شد. سامان قدوس، بازیکن تعویضی، اندکی بعد از ورود به زمین، گل پنجم را از پشت محوطه جریمه روانه دروازه حریف کرد، در حالی که شوت از راه دور مهدی ترابی در وقت‌های اضافه به تیر دروازه برخورد کرد.
| ایران                                               | ۵–۰   | یمن |
| --------------------------------------------------- | ----- | --- |
| - طارمی ۱۲'، ۲۵' - دژاگه ۲۳' - آزمون ۵۳' - قدوس ۷۸' | گزارش |     |

| ایران | یمن |

| GK           | ۱  | علیرضا بیرانوند  |     |     |
| RB           | ۳  | احسان حاج‌صفی     |     |     |
| CB           | ۲۳ | رامین رضاییان    | '۳۹ |     |
| CB           | ۱۹ | مجید حسینی       |     | '۴۶ |
| LB           | ۸  | مرتضی پورعلی‌گنجی |     |     |
| RM           | ۱۱ | وحید امیری       |     | '۶۰ |
| CM           | ۱۷ | مهدی طارمی       |     | '۷۱ |
| CM           | ۱۶ | مهدی ترابی       |     |     |
| CM           | ۲۱ | اشکان دژآگه (c)  |     |     |
| LM           | ۹  | امید ابراهیمی    |     |     |
| CF           | ۲۰ | سردار آزمون      |     |     |
| تعویض‌ها:     |    |                  |     |     |
| DF           | ۱۵ | پژمان منتظری     |     | '۴۶ |
| FW           | ۱۴ | سامان قدوس       |     | '۶۰ |
| FW           | ۱۰ | کریم انصاری‌فرد   |     | '۷۱ |
| سرمربی:      |    |                  |     |     |
| کارلوس کی‌روش |    |                  |     |     |

| GK         | ۲۳ | سعود السوادی      |     |     |
| RB         | ۳  | محمد فؤاد عمر     |     | '۵۷ |
| CB         | ۲۱ | محمد بارویس       |     |     |
| CB         | ۴  | مدیر الرداعی      | '۸۳ |     |
| LB         | ۱۳ | علاء الدین مهدی   | '۹۰ |     |
| RM         | ۷  | احمد السروری      |     |     |
| CM         | ۱۲ | أحمد الحیفی       | '۸۰ |     |
| CM         | ۸  | وحید الخیاط       |     | '۶۴ |
| LM         | ۲۰ | عماد منصور        |     |     |
| CF         | ۹  | علاء الصاصی (c)   |     |     |
| CF         | ۱۱ | عبد الواسع المطری | '۷۷ | '۸۷ |
| تعویض‌ها:   |    |                   |     |     |
| DF         | ۱۵ | عمار حمصان        |     | '۵۷ |
| MF         | ۶  | أحمد عبدالرب      |     | '۶۴ |
| FW         | ۱۰ | أحمد ضبعان        |     | '۸۷ |
| سرمربی:    |    |                   |     |     |
| یان کوشیان |    |                   |     |     |

| بهترین بازیکن زمین: اشکان دژآگه (ایران) کمک داوران: هیروشی یامااوچی (ژاپن) جون میهارا (ژاپن) داور چهارم: پالیثا هماثونگا (سری‌لانکا) کمک داوران ذخیره: جونپی لیدا (ژاپن) هیرویوکی کیمورا (ژاپن) |

### عراق مقابل ویتنام
عراق و ویتنام تنها یک بار در تاریخ جام ملت‌های آسیا به مصاف هم رفته‌اند، در همان سال ۲۰۰۷ که عراق در راه رسیدن به عنوان قهرمانی آسیا با نتیجه ۲–۰ ویتنام را شکست داد.
پس از شروع کند روند بازی، عراق در دقیقه ۱۴ فرصت آن را داشت تا با شوت از راه دورحسین علی قفل بازی را بشکند که با واکنش دانگ وان لام دروازه‌بان ویتنام، این حمله بی‌ثمر ماند. ۱۰ دقیقه بعد این ویتنام بود که پیش افتاد، علی فائز در تلاش برای دفاع، پاس انگوین کوانگ‌های را از زیر دستان جلال حسن که برای جمع کردن توپ از دروازه بیرون آمده بود چرخاند و وارد دروازهٔ خودی کرد. عراق اندکی پس از نیم ساعت نخست بازی گل تساوی را به ثمر رساند. مهند علی با گرفتن توپ جداشده از کنار پای دفاع ویتنام دو دوی مانه، خود را به محوطه جریمه حریف رساند و تکل کاپیتان و دایو وان لام مانع از گل شدن شوت او نشد. در حالی که سه دقیقه از نیمه اول باقی‌مانده بود، ویتنام دوباره برتری را به دست گرفت، گوین کونگ پونگ پس از شوت گوین ترونگ هوانگ، ضربه برگشتی را گل کرد. پس از استراحت بین دو نیمه، حمله صفا هادی توسط وان لام دفع شد و در سوی دیگر میدان، شیرجه جلال حسن، تلاش کونگ پونگ را ناکام گذاشت. در دقیقه ۶۰، ضربه سر مهند علی به‌طور ناقص توسط بازیکنان ویتنام دفع شد تا در برگشت بازیکن تعویضی، همام طارق، توپ را به سقف دروازه ویتنام بچسباند. در واپسین لحظات، ضربه ایستگاهی علی عدنان از فاصله ۱۸ متری، پیروزی را در دقیقه ۹۰ برای عراق به ارمغان آورد.
| عراق                              | ۳–۲   | ویتنام                                   |
| --------------------------------- | ----- | ---------------------------------------- |
| م. علی ۳۵' · طارق ۶۰' · عدنان ۹۰' | گزارش | فائز ۲۴' (گل‌به‌خودی) · گوین کونگ پونگ ۴۲' |

| عراق | ویتنام |

| GK             | ۱  | جلال حسن (c)      |     |     |
| CB             | ۲  | احمد ابراهیم      |     |     |
| CB             | ۳  | فرانس ضیاء پوتروس |     | '۳۷ |
| CB             | ۵  | علی فائز          |     |     |
| RWB            | ۲۳ | ولید سالم اللامی  |     | '۷۸ |
| LWB            | ۶  | علی عدنان         |     |     |
| RM             | ۹  | احمد یاسین غنی    |     |     |
| CM             | ۷  | صفاء هادی         |     |     |
| CM             | ۸  | اسامه رشید        | '۱۸ | '۵۸ |
| LM             | ۱۶ | حسین علی          |     |     |
| CF             | ۱۰ | مهند علی          |     |     |
| تعویض‌ها:       |    |                   |     |     |
| MF             | ۱۳ | بشار رسن          |     | '۳۷ |
| MF             | ۱۱ | همام طارق         |     | '۵۸ |
| DF             | ۱۷ | علاء علی مهاوی    |     | '۷۸ |
| سرمربی:        |    |                   |     |     |
| سرچکو کاتانیتس |    |                   |     |     |

| GK            | ۲۳ | دانگ وان لام       |     |     |
| CB            | ۱۹ | انگوین کوانگ‌های    |     |     |
| CB            | ۳  | کوئه انگوک‌های (c)  |     |     |
| CB            | ۲  | دو دوی مانه        | '۴۸ |     |
| RWB           | ۸  | گوین ترانگ هوانگ   | '۱  |     |
| LWB           | ۴  | بوی تیِن دونگ       |     |     |
| RM            | ۱۰ | گوین کونگ پونگ     |     | '۶۳ |
| CM            | ۱۶ | دائو هونگ دونگ     |     |     |
| CM            | ۶  | لوانگ شوئن ترانگ   |     | '۶۵ |
| LM            | ۱۲ | گوین فونگ هونگ دوی |     |     |
| CF            | ۲۰ | فان ون دوک         |     | '۸۲ |
| تعویض‌ها:      |    |                    |     |     |
| FW            | ۱۸ | ها دوک چین         |     | '۶۳ |
| MF            | ۷  | گوین هوی هونگ      |     | '۶۵ |
| DF            | ۵  | دوان ون هاو        |     | '۸۲ |
| سرمربی:       |    |                    |     |     |
| پارک هانگ-سئو |    |                    |     |     |

| بهترین بازیکن زمین: علی عدنان (عراق) کمک داوران: طالب المری (قطر) سعود المقلة (قطر) داور چهارم: أبو بکر العمری (عمان) کمک داوران ذخیره: خمیس المری (قطر) خمیس الکواری (قطر) |

### ویتنام مقابل ایران

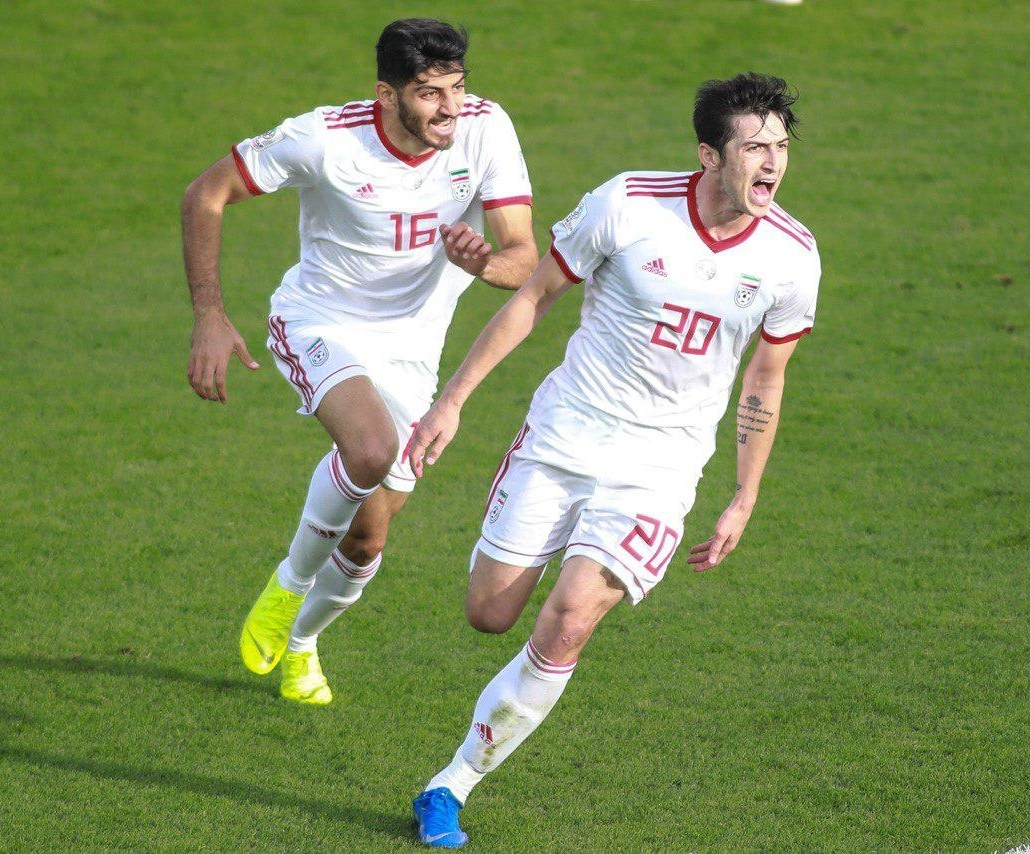
سردار آزمون و مهدی ترابی پس از گل دوم ایران.

اولین موقعیت بازی را ایران ایجاد کرد. اما وحید امیری نتوانست به توپ حاصل از کرنر دقیقه ۱۱ اشکان دژاگه، ضربه محکمی وارد کند. دانگ وان لام، دروازه‌بان ویتنام، شوت سامان قدوس را دفع کرد، و دقایقی بعد پیش از نیم ساعت نخست بازی، ضربه سردار آزمون را نیز راهی کرنر کرد. ایران بالأخره توانست در دقیقه ۳۸ این دروازه‌بان را تسلیم کند. آزمون با ضربه سر خود، ارسال قدوس را به تور دروازه ویتنام چسباند تا تیمش را با برتری خفیفی به رختکن بفرستد. در دقیقه ۵۲، پاس بازیکن تعویضی گوین ون توآن، به گوین کونگ فونگ رسید، که ضربه او با خروج بیرانوند از دروازه جمع شد. لحظاتی بعد، آزمون، وان لام را به یک شوت از راه دور مجبور به واکنش کرد و در ریباند سلیک مهدی طارمی، با فاصلههٔ کمی از بالای دروازه به بیرون رفت. در دقیقه ۶۸، آزمون پاس مهدی ترابی را کنترل و با یک ضربه دور از دستان وان لام راهی گوشه دروازه کرد تا سومین گل خود را در این مسابقات ثبت کند. تلاش دیرهنگام گوین کوانگ‌های با اختلافی اندک از کنار دروازه بیرانوند گذشت تا ایران با ثبت رکورد نهمین پیروزی متوالی در مرحله گروهی جام ملت‌های آسیا، رکورددار شود.
| ویتنام | ۰–۲   | ایران          |
| ------ | ----- | -------------- |
|        | گزارش | آزمون ۳۸'، ۶۹' |

| ویتنام | ایران |

| GK            | ۲۳ | دانگ وان لام      |       |     |
| RB            | ۳  | کوئه انگوک‌های (c) |       |     |
| CB            | ۲  | دو دوی مانه       | '۹۰+۱ |     |
| CB            | ۴  | بوی تیِن دونگ      |       |     |
| LB            | ۵  | دوان ون هائو      | '۴۶   |     |
| RM            | ۱۹ | گوین کوانگ‌های     |       |     |
| CM            | ۱۵ | فام دوک هوی       |       | '۵۹ |
| CM            | ۸  | گوین ترانگ هوانگ  |       | '۸۴ |
| CM            | ۱۶ | دائو هونگ دانگ    |       |     |
| LM            | ۲۰ | فان ون دوک        |       | '۴۶ |
| CF            | ۱۰ | گوین کونگ فونگ    |       |     |
| تعویض‌ها:      |    |                   |       |     |
| FW            | ۹  | گوین ون توان      |       | '۴۶ |
| MF            | ۱۱ | نان ون دای        |       | '۵۹ |
| FW            | ۲۲ | گوین تین لین      |       | '۸۴ |
| سرمربی:       |    |                   |       |     |
| پارک هانگ-سئو |    |                   |       |     |

| GK           | ۱  | علیرضا بیرانوند   |     |     |
| RB           | ۲  | وریا غفوری        |     |     |
| CB           | ۸  | مرتضی پورعلی‌گنجی  |     |     |
| CB           | ۱۳ | حسین کنعانی‌زادگان |     |     |
| LB           | ۳  | احسان حاج‌صفی      | '۷۵ |     |
| DM           | ۹  | امید ابراهیمی     |     |     |
| RM           | ۱۴ | سامان قدوس        |     |     |
| CM           | ۲۱ | اشکان دژآگه (c)   |     |     |
| CM           | ۱۱ | وحید امیری        |     | '۶۴ |
| LM           | ۱۷ | مهدی طارمی        | '۱۹ | '۶۴ |
| CF           | ۲۰ | سردار آزمون       |     | '۷۹ |
| تعویض‌ها:     |    |                   |     |     |
| MF           | ۶  | احمد نوراللهی     |     | '۶۴ |
| MF           | ۱۶ | مهدی ترابی        |     | '۶۴ |
| FW           | ۱۰ | کریم انصاری‌فرد    |     | '۷۹ |
| سرمربی:      |    |                   |     |     |
| کارلوس کی‌روش |    |                   |     |     |

| بهترین بازیکن زمین: سردار آزمون (ایران) کمک داوران: رونی که مین کیات (سنگاپور) سرگی گریشچنکو (قرقیزستان) داور چهارم: پالیثا هماثونگا (سری‌لانکا) کمک داوران ذخیره: سزار آرتورو راموس (مکزیک) هتیکامکانامگه پررا (سری‌لانکا) |

### یمن مقابل عراق
در دقیقه ۱۱، مهند علی با عبور از دفاع یمن، ضربه‌ای را خارج از محوطه جریمه به گوشه پایین سمت راست دروازه یمن روانه کرد، و عراق را به برتری رساند. پنج دقیقه بعد، یمن اولین موقعیت جدی را از روی یک ضربه ایستگاهی ایجاد کرد، اما عبدالواسع المطری ضربه سر خود را دقیقاً بالای تیر دروازه فرستاد. اندکی بعد و در دقیقه ۱۹ دروازه‌بان یمن سعود السوادی گل دوم را دریافت کرد، شوت بشار رسن از پشت محوطه جریمه، اوج گرفت و در گوشه راست دروازه او فرود آمد. در نیمه دوم، هر دو تیم بازی نزدیکی ارائه کردند. در دقیقه ۵۹ ضربه پای راست احمد عبدالرب از بیرون محوطه جریمه، دروازه‌بان عراق، جلال حسن را به واکنش واداشت. عراق پنج دقیقه بعد پاسخ داد، مهند فرصت داشت تا دومین گل خود را بدست آورد اما ضربه او دفع شد و احمد یاسین نیز موقعیت به دست آمده از ضربه برگشتی را هدر داد. در آخرین دقایق ضربه پای چپ علاء عباس از وسط محوطه جریمه، تور دروازه یمن را به لرزه درآورد، تا عراق بازی را با یک نتیجه عالی به پایان برساند.
| عراق                            | ۳–۰   | یمن |
| ------------------------------- | ----- | --- |
| م. علی ۱۱' · رسن ۱۹' · عباس ۹۰' | گزارش |     |

| یمن | عراق |

| GK         | ۲۳ | سعود السوادی     |     |     |
| RB         | ۲۱ | محمد بارویس      |     |     |
| CB         | ۱۵ | احمد حمصان       |     |     |
| CB         | ۴  | مدیر الرداعی     |     |     |
| LB         | ۱۳ | علاءالدین مهدی   |     |     |
| RM         | ۱۲ | احمد الحیفی      |     | '۴۶ |
| CM         | ۱۱ | عبدالواسع المطری |     |     |
| CM         | ۱۷ | حسین القاضی      |     | '۳۰ |
| CM         | ۹  | علاء الصاصی (c)  |     | '۸۳ |
| LM         | ۷  | احمد السروری     |     |     |
| CF         | ۲۰ | عماد منصور       |     |     |
| تعویض‌ها:   |    |                  |     |     |
| MF         | ۸  | وحید الخیاط      | '۵۲ | '۳۰ |
| MF         | ۶  | احمد عبدالرب     |     | '۴۶ |
| FW         | ۱۰ | احمد ضبعان       |     | '۸۳ |
| سرمربی:    |    |                  |     |     |
| یان کوشیان |    |                  |     |     |

| GK             | ۱  | جلال حسن (c)   |  |     |
| RB             | ۲  | احمد ابراهیم   |  |     |
| CB             | ۶  | علی عدنان      |  |     |
| CB             | ۱۷ | علاء علی مهاوی |  |     |
| LB             | ۲۲ | ریبین سولاقا   |  |     |
| DM             | ۱۳ | بشار رسن       |  |     |
| RM             | ۱۱ | همام طارق      |  | '۵۵ |
| CM             | ۷  | صفاء هادی      |  |     |
| CM             | ۹  | احمد یاسین     |  |     |
| LM             | ۱۶ | حسین علی       |  | '۸۸ |
| CF             | ۱۰ | مهند علی       |  | '۷۱ |
| تعویض‌ها:       |    |                |  |     |
| MF             | ۱۴ | امجد عطوان     |  | '۵۵ |
| FW             | ۲۱ | علاء عباس      |  | '۷۱ |
| FW             | ۱۹ | محمد داوود     |  | '۸۸ |
| سرمربی:        |    |                |  |     |
| سرچکو کاتانیتس |    |                |  |     |

| بهترین بازیکن زمین: مهند علی (عراق) کمک داوران: هو ویمینگ (چین) کائو یی (چین) داور چهارم: محمد زین العابدین (مالزی) کمک داوران ذخیره: ما نینگ (چین) لیو کووک-مان (هنگ کنگ) |

### ویتنام مقابل یمن
خطای مدیر الرداعی بر روی گوین کنگ فونگ در پشت محوطه جریمه، یک ضربه آزاد را به ویتنام هدیه داد، و گوین کوانگ‌های با یک ضربه پای چپ از فاصله ۲۵ متری و دور از دستان سالم الهرش توپ را به گوشه بالای دروازه نشاند. پس از گذشت ده دقیقه از نیمه دوم، پاس کات دار گوین فونگ هونگ از میانه زمین، فان ون دوک را در موقعیت تک به تک قرار داد، که تکل به موقع مدافع یمن امکان گلزنی را از او گرفت. چند ثانیه بعد، ضربه ارسالی کونگ فونگ از کرنر توسط الهرش جمع شد. بلافاصله پس از آن با فرار احمد السروری و عقب ماندن دوان ون هائو مدافع ویتنام، یمن فرصت ضدحمله را به دست آورد، اما ضربه پای راست السروری، راهی خارج از چهارچوب دروازه را طی کرد. چهار دقیقه پس از یک ساعت نخست بازی، فان ون دوک عبدالعزیز الجماعی را پشت سر گذاشت و در محوطه جریمه با خطای این مدافع یمنی متوقف شد تا ویتنام دومین گل خود را از روی نقطه پنالتی حاصل کند. کاپیتان کوئه گوک‌های با خونسردی وظیفه گل کردن این پنالتی را کامل کرد.
| ویتنام                                           | ۲–۰   | یمن |
| ------------------------------------------------ | ----- | --- |
| انگوین کوانگ‌های ۳۸' · کوئه انگوک‌های ۶۴' (پنالتی) | گزارش |     |

| ویتنام | یمن |

| GK            | ۲۳ | دانگ وان لام       |     |     |
| RB            | ۵  | دوان ون هائو       |     |     |
| CB            | ۴  | بوی تیِن دونگ       |     |     |
| CB            | ۳  | کوئه انگوک‌های (c)  |     |     |
| LB            | ۱۲ | گوین فونگ هونگ دوی |     |     |
| RM            | ۱۶ | دائو هونگ دانگ     |     |     |
| CM            | ۸  | گویِن ترانگ هوانگ   |     |     |
| CM            | ۶  | لوآنگ شوئِن ترانگ   |     | '۵۳ |
| LM            | ۱۹ | گوین کوانگ‌های      |     |     |
| CF            | ۱۰ | گوین کونگ فونگ     | '۷۸ | '۸۲ |
| CF            | ۲۰ | فان ون دوک         |     | '۷۲ |
| تعویض‌ها:      |    |                    |     |     |
| FW            | ۲۲ | گوین تین لین       |     | '۵۳ |
| FW            | ۹  | گوین ون توان       |     | '۷۲ |
| MF            | ۱۴ | تران مین ووآنگ     |     | '۸۲ |
| سرمربی:       |    |                    |     |     |
| پارک هانگ-سئو |    |                    |     |     |

| GK         | ۲۲ | سالم الهرش        |     |     |
| RB         | ۲۱ | محمد بارویس       |     |     |
| CB         | ۱۳ | علاءالدین مهدی    | '۲۷ |     |
| CB         | ۱۵ | عمار حمصان        |     | '۵۷ |
| LB         | ۱۹ | محمد بقشان        |     |     |
| RM         | ۷  | احمد السروری      |     |     |
| CM         | ۴  | مدیر الرداعی      |     |     |
| CM         | ۸  | وحید الخیاط       | '۳۷ | '۷۶ |
| LM         | ۱۱ | عبدالواسع المطری  |     |     |
| AM         | ۹  | علاء الصاصی (c)   |     |     |
| CF         | ۲۰ | عماد منصور        |     | '۲۵ |
| تعویض‌ها:   |    |                   |     |     |
| FW         | ۱۰ | احمد ضبعان        |     | '۲۵ |
| DF         | ۵  | عبدالعزیز الجماعی | '۶۳ | '۵۷ |
| FW         | ۱۸ | احمد علوس         |     | '۷۶ |
| سرمربی:    |    |                   |     |     |
| یان کوشیان |    |                   |     |     |

| بهترین بازیکن زمین: گوین کوانگ‌های (ویتنام) کمک داوران: ابوبکر العمری (عمان) رشید الغیثی (عمان) داور چهارم: هیروشی یامااوچی (ژاپن) کمک داوران ذخیره: جونپی لیدا (ژاپن) هیرویوکی کیمورا (ژاپن) |

### ایران مقابل عراق

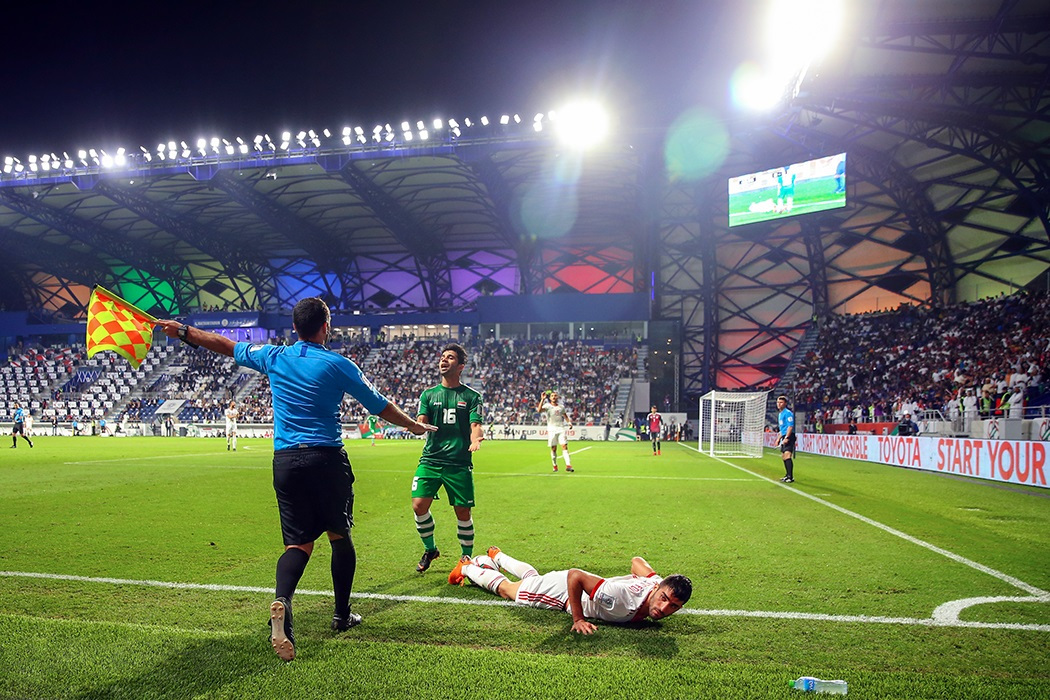
تقابل ایران و عراق.

ایران در دقیقه ۱۲ اولین موقعیت گلزنی را به دست آورد، وحید امیری یک سانتر به درون محوطه جریمه ارسال کرد اما ضربه سر سردار آزمون پس از برخورد به زمین از بالای دروازه خارج شد. سه دقیقه پیش از سوت پایان نیمه اول، علیرضا جهانبخش در پی شوت دفع شده آزمون برآمد اما نتوانست ضربه پای چپ خود را در چهارچوب بزند. ایران، در تلاش برای گذر از سد دفاعی عراق، با وارد کردن مهدی طارمی و مهدی ترابی در دقیقه ۶۳ و ۷۵ خط حمله خود را تقویت کرد. با این حال، این عراق بود که فرصت پیدا کرد تا در دقیقه ۷۷ پیش بیفتد زمانی که ضربه سر علاء عباس در آستانه گل شدن با واکنش علیرضا بیرانوند از زیر طاق دروازه به بیرون کشانده شد. با سپری شدن دقایق، هیچ‌یک از تیم‌ها نتوانستند به نتیجه برسند و در نهایت تنها به یک امتیاز بسنده کردند.
| ایران | ۰–۰   | عراق |
| ----- | ----- | ---- |
|       | گزارش |      |

| ایران | عراق |

| GK           | ۱  | علیرضا بیرانوند   |     |     |
| RB           | ۲  | وریا غفوری        |     |     |
| CB           | ۴  | روزبه چشمی        |     | '۸۰ |
| CB           | ۵  | میلاد محمدی       |     |     |
| LB           | ۱۹ | مجید حسینی        |     |     |
| CM           | ۱۱ | وحید امیری        | '۶۸ |     |
| CM           | ۱۳ | حسین کنعانی‌زادگان |     |     |
| RW           | ۱۴ | سامان قدوس        | '۳۹ | '۷۵ |
| AM           | ۹  | امید ابراهیمی (c) |     |     |
| LW           | ۱۸ | علیرضا جهانبخش    |     | '۶۳ |
| CF           | ۲۰ | سردار آزمون       |     |     |
| تعویض‌ها:     |    |                   |     |     |
| MF           | ۱۷ | مهدی طارمی        |     | '۶۳ |
| MF           | ۱۶ | مهدی ترابی        |     | '۷۵ |
| MF           | ۲۱ | اشکان دژآگه       |     | '۸۰ |
| سرمربی:      |    |                   |     |     |
| کارلوس کی‌روش |    |                   |     |     |

| GK             | ۱  | جلال حسن (c)   |     |     |
| RB             | ۲  | احمد ابراهیم   | '۷۸ |     |
| CB             | ۵  | علی فائز       |     |     |
| CB             | ۶  | علی عدنان      | '۸۲ |     |
| LB             | ۱۷ | علاء علی مهاوی |     |     |
| CM             | ۷  | صفاء هادی      |     |     |
| CM             | ۱۴ | امجد عطوان     | '۳۴ |     |
| CM             | ۱۶ | حسین علی       |     | '۷۷ |
| RW             | ۹  | احمد یاسین     |     | '۴۶ |
| LW             | ۱۱ | همام طارق      |     |     |
| CF             | ۱۰ | مهند علی       |     | '۷۱ |
| تعویض‌ها:       |    |                |     |     |
| MF             | ۱۳ | بشار رسن       |     | '۴۶ |
| FW             | ۲۱ | علاء عباس      |     | '۷۱ |
| FW             | ۱۹ | محمد داوود     |     | '۷۷ |
| سرمربی:        |    |                |     |     |
| سرچکو کاتانیتس |    |                |     |     |

| بهترین بازیکن زمین: علیرضا بیرانوند (ایران) کمک داوران: عبدوخمیدولو رسولف (ازبکستان) جاخونگیر سعیدوف (ازبکستان) داور چهارم: سرگی گریشچنکو (قرقیزستان) کمک داوران ذخیره: والنتین کوالنکو (ازبکستان) ایلگیز تانتاشف (ازبکستان) |

## قوانین انضباطی
امتیازات بازی جوانمردانه در صورتی که آمار و ارقام و نتایج بازی‌های رو در رو و کلی تیم‌ها مساوی شود (و اگر ضربات پنالتی برای شکستن تساوی قابل اجرا نباشد) برای تعیین تیم صعود کننده استفاده خواهد شد. این امتیازدهی بر اساس کارت‌های زرد و قرمز دریافت شده در تمام مسابقات گروه به شرح زیر محاسبه می‌شود:
- کارت زرد = ۱ امتیاز
- کارت قرمز در نتیجه دو کارت زرد = ۳ امتیاز
- کارت قرمز مستقیم = ۳ امتیاز
- کارت زرد و به دنبال آن کارت قرمز مستقیم = ۴ امتیاز

فقط یکی از کسرهای فوق در یک مسابقه به هر بازیکن تعلق می‌گیرد.
| تیم    | بازی اول | بازی اول                      | بازی اول | بازی اول               | بازی دوم | بازی دوم                      | بازی دوم | بازی دوم               | بازی سوم | بازی سوم                      | بازی سوم | بازی سوم               | امتیازات |
| تیم    |          | Yellow card · Yellow-red card | Red card | Yellow card · Red card |          | Yellow card · Yellow-red card | Red card | Yellow card · Red card |          | Yellow card · Yellow-red card | Red card | Yellow card · Red card | امتیازات |
| ------ | -------- | ----------------------------- | -------- | ---------------------- | -------- | ----------------------------- | -------- | ---------------------- | -------- | ----------------------------- | -------- | ---------------------- | -------- |
| عراق   | ۱        |                               |          |                        |          |                               |          |                        | ۳        |                               |          |                        | ۴−       |
| ایران  | ۱        |                               |          |                        | ۲        |                               |          |                        | ۲        |                               |          |                        | ۵−       |
| ویتنام | ۲        |                               |          |                        | ۲        |                               |          |                        | ۱        |                               |          |                        | ۵−       |
| یمن    | ۴        |                               |          |                        | ۱        |                               |          |                        | ۳        |                               |          |                        | ۸−       |